# Dypterygia ordinarius
Dypterygia ordinarius là một loài bướm đêm trong họ Noctuidae.